# 2015年世界游泳錦標賽韻律泳比賽
2015年世界游泳錦標賽花样游泳比賽為第十六屆世界游泳錦標賽的其中一個比賽項目，共設有九個小項。賽事於7月25日至8月1日在俄羅斯喀山的Kazan Arena Stadium舉行。

## 獎牌榜

### 國家獎牌榜
本屆賽事共有7個國家的代表運動員赢得獎牌，其分布如下：
| 排名 | 国家／地区 | 金牌 | 银牌 | 铜牌 | 總數 |
| ---- | ---------- | ---- | ---- | ---- | ---- |
| 1    | 俄罗斯     | 8    | 1    | 0    | 9    |
| 2    | 美国       | 1    | 1    | 0    | 2    |
| 3    | 中国       | 0    | 6    | 1    | 7    |
| 4    | 西班牙     | 0    | 1    | 1    | 2    |
| 5    | 日本       | 0    | 0    | 4    | 4    |
| 6    | 意大利     | 0    | 0    | 2    | 2    |
| 7    | 乌克兰     | 0    | 0    | 1    | 1    |
| 總計 | 總計       | 9    | 9    | 9    | 27   |

  主辦國

### 項目獎牌榜
| 項目         | 金牌 | 金牌    | 银牌 | 银牌    | 铜牌 | 铜牌    |
| 單人技術自選 | 斯韋特蘭娜·羅馬絲娜（俄罗斯） | 95.2680 | 奥娜·卡沃内利（西班牙）                                                                                  | 93.1284 | 孙文雁（中国） | 91.5479 |
| 單人自由自選 | 娜塔莉娅·伊什琴科（俄罗斯） | 97.2333 | 黄雪辰（中国）                                                                                           | 95.7000 | 奥娜·卡沃内利（西班牙）                                                                                              | 94.9000 |
| 雙人技術自選 | 娜塔莉娅·伊什琴科（俄罗斯） · 斯韋特蘭娜·羅馬絲娜（俄罗斯） | 95.4672 | 黄雪辰（中国） · 孙文雁（中国）                                                                          | 93.3279 | 乾友紀子（日本） · 三井梨紗子（日本）                                                                                | 92.0079 |
| 雙人自由自選 | 娜塔莉娅·伊什琴科（俄罗斯） · 斯韋特蘭娜·羅馬絲娜（俄罗斯） | 98.2000 | 黄雪辰（中国） · 孙文雁（中国）                                                                          | 95.9000 | Lolita Ananasova（乌克兰） · 安娜·沃洛申娜（乌克兰）                                                                 | 93.6000 |
| 集體技術自選 | 俄罗斯 · 弗拉达·奇吉列娃 · Mikhaela Kalancha · 斯韦特兰娜·科列斯尼琴科 · Liliia Nizamova · 亚历山德拉·帕茨克维奇 · 叶连娜·普罗科菲耶娃 · 阿拉·希什金娜 · 玛丽亚·舒罗奇金娜 · Anzhelika Timanina · 格连娜·托皮林娜                                         | 95.7457 | 中国 · 顾笑 · 呙俐 · 黄雪辰 · 李晓璐 · 梁馨枰 · 孙文雁 · 汤梦妮 · 肖雁宁 · 尹成昕 · 曾珍                 | 94.4605 | 日本 · 箱山愛香 · 林愛子 · 乾友紀子 · 丸茂圭衣 · 三井梨紗子 · 中牧佳南 · 中村麻衣 · 小俣夏乃 · 田崎明日花 · 吉田胡桃 | 92.4133 |
| 集體自由自選 | 俄罗斯 · 弗拉达·奇吉列娃 · 斯韦特兰娜·科列斯尼琴科 · Liliia Nizamova · 亚历山德拉·帕茨克维奇 · 叶连娜·普罗科菲耶娃 · 阿拉·希什金娜 · 玛丽亚·舒罗奇金娜 · Anzhelika Timanina · 格连娜·托皮林娜 · Darina Valitova                                           | 98.4667 | 中国 · 顾笑 · 呙俐 · 黄雪辰 · 李晓璐 · 梁馨枰 · 孙文雁 · 汤梦妮 · 肖雁宁 · 尹成昕 · 曾珍                 | 96.1333 | 日本 · 箱山愛香 · 林愛子 · 乾友紀子 · 丸茂圭衣 · 三井梨紗子 · 中牧佳南 · 中村麻衣 · 小俣夏乃 · 田崎明日花 · 吉田胡桃 | 93.9000 |
| 自由組合     | 俄罗斯 · 弗拉达·奇吉列娃 · Mikhaela Kalancha · 斯韦特兰娜·科列斯尼琴科 · Liliia Nizamova · 亚历山德拉·帕茨克维奇 · 叶连娜·普罗科菲耶娃 · 斯韋特蘭娜·羅馬絲娜 · 阿拉·希什金娜 · 玛丽亚·舒罗奇金娜 · Anzhelika Timanina · 格连娜·托皮林娜 · Darina Valitova | 98.3000 | 中国 · 顾笑 · 呙俐 · 黄雪辰 · 李默 · 李晓璐 · 梁馨枰 · 孙文雁 · 孙怡靖 · 汤梦妮 · 肖雁宁 · 尹成昕 · 曾珍 | 96.2000 | 日本 · 箱山愛香 · 林愛子 · 乾友紀子 · 丸茂圭衣 · 三井梨紗子 · 中牧佳南 · 中村麻衣 · 小俣夏乃 · 田崎明日花 · 吉田胡桃 | 93.8000 |
| 混合技術自選 | 比尔·梅（美国） · Christina Jones（美国） | 88.5108 | Aleksandr Maltsev（俄罗斯） · Darina Valitova（俄罗斯）                                                  | 88.2986 | 乔治·米尼西尼（義大利） · 马妮拉·弗拉米尼（義大利）                                                                  | 86.3640 |
| 混合自由自選 | Aleksandr Maltsev（俄罗斯） · Darina Valitova（俄罗斯） | 91.7333 | 比尔·梅（美国） · Kristina Lum（美国）                                                                   | 91.4667 | 乔治·米尼西尼（義大利） · 玛丽安杰拉·佩鲁帕托（義大利）                                                              | 89.3333 |